# Jaroslav Svoboda (výtvarník)
Zasloužilý umělec Jaroslav Svoboda (* 9. února 1938 Sokoleč) je především český sklářský výtvarník, jehož jméno bude navždy spjato se sklárnou ve Škrdlovicích a v Karlově.

## Biografie
Pochází z rodiny brusiče skla. Do kontaktu se sklářskou tvorbou se dostal už v útlém věku, v brusičské dílně svého otce, který pracoval pro sklárnu Inwald Poděbradech.
"Byl to můj táta, který mě naučil brousit. A naučil jsem se od něj i určité píli a cílevědomosti. Všechno potom bylo opravdu umocněno až Břetislavem Novákem na škole v Železném Brodě, který byl mým dílenským učitelem. Já nikdy neuvažoval, že bych mohl dělat nějaký jiný obor. Zdálo se mi naprosto přirozené pokračovat v otcově snaze a touze."
V letech 1953–1957 studoval průmyslovou školu sklářskou v Železném Brodu, oddělení broušení skla. V letech 1966–1970 pak dále studoval historii na Filozofické fakultě Univerzity Karlovy v Praze.
V letech 1966–1969 působil v Ateliéru broušení skla Ústředí uměleckých řemesel v Praze, zpočátku coby brusič, nakonec jako vedoucí brusičského ateliéru.
Na podzim 1969 se stal ředitelem sklárny ve Škrdlovicích, jejíž produkci udržel na vysoké úrovni a proměnil ji na významné centrum uměleckého sklářského řemesla. Působil zde do roku 1987. V letech 1970–1973, 1977–1980 a 1983 zde uskutečnil sklářská sympozia, na něž navázalo Sklářské sympozium Vysočina v roce 2012.
Koncem 80. let 20. století vedl ateliér skla na Vysoké škole uměleckoprůmyslové v Praze. Někteří jeho tehdejší studenti (například Michal Machat) ho hodnotili s odstupem let jako exponenta KSČ dosazeného na školu bez větší autority a respektu ze strany studujících. Z vedení ateliéru odešel po sametové revoluci, kdy čelil kritice stávkového výboru studentů.
Ve volbách roku 1986 zasedl za KSČ do Sněmovny lidu (volební obvod č. 108 - Žďár nad Sázavou, Jihomoravský kraj). Ve Federálním shromáždění setrval do počátku roku 1990, kdy rezignoval na mandát v rámci procesu kooptací do Federálního shromáždění po sametové revoluci.
V roce 1990 založil vlastní sklárnu v Karlově u Žďáru nad Sázavou, když koupil objekt bývalé vesnické školy a přebudoval ho na sklářskou dílnu (Sklářská huť AGS Jaroslav Svoboda).
V budově dnešní sklárny byla do roku 1957 škola, poté obchod a následně objekt chátral. Zpustlou a zchátralou budovu bylo třeba kompletně opravit, včetně elektřiny a přivedení plynu. Nejprve byla vybudována pouze brusírna s prodejnou skla. V dubnu 1993 byl zahájen provoz na dvoupánvové peci. V devadesátých letech byl velký boom českého skla, obchodní partneři byli po celém světě od Japonka přes Singapur až po USA a pochopitelně i v celé Evropě a tuzemsku. Proto byla v květnu 1995 zahájena výstavba nové haly s šestipánvovou pecí, v níž již 29. 11. 1995 začala tavba. Na peci pracovalo čtrnáct mistrů sklářů a celkový počet zaměstnanců překročil stodvacet . Od roku 2001 postupně zákazníků ubývalo , i vlivem teroristického útoku v USA. Začalo propouštění zaměstnanců a snižování výroby. Ve velké hale je v současné době (2021) galerie a prodejna skla a výroba se přesunula na jednu malou jednopánvovou pec se třemi skláři a dvěma brusiči.

## Ocenění
- 1971 1. cena v celostátní přehlídce uměleckého broušení skla, Praha
- 1975 Bavorská státní cena se zlatou medailí, Exempla Munich
- 1981 Zasloužilý umělec
- 1982 Zlatá medaile veletrh Bělehrad
- 1998 Cena Rudolfa II. a Franze Kafky
- 2014 Skleněná medaile Kraje Vysočina

## Zastoupení ve sbírkách
- The Corning Museum of Glass – Corning, New York (USA)
- Museum Bellerive - Curych (Švýcarsko)
- Kunstammulungen der Veste – Coburg (Německo)
- Kunstsammlungen der Stadt Düsseldorf (Německo)
- Kunstmuseum für Kunst und Gewerbe – Hamburk (Německo)
- Glasmuseum Frauenau (Německo)
- Puškinovo muzeum - Moskva (Rusko)

- Národní galerie – Praha
- Uměleckoprůmyslové muzeum – Praha
- Moravská galerie – Brno
- Masarykova univerzita - Brno
- Muzeum skla a bižuterie – Jablonec nad Nisou
- Galerie Vysočiny – Jihlava
- Horácká galerie – Nové Město na Moravě
- Severočeské muzeum – Liberec
- Slezské muzeum – Opava
- Východočeské muzeum – Pardubice

## Samostatné výstavy
- 1967 – 1. samostatná výstava v Gallery Primavera, Londýn
- Norimberg (Německo)
- Varšava (Polsko)
- Káhira (Egypt)
- Budapešť (Maďarsko)
- Coburg (Německo)
- Hamburg(Německo)
- Pula (Chorvatsko)
- Haag (Holandsko)
- Šanghaj (Čína)
- Roden (Holandsko)
- Tokio (Japonsko)
- Bratislava (Slovensko)
- Praha, Brno, Znojmo, Žďár nad Sázavou, Jihlava, Třebíč, Nové Město na Moravě, Český Krumlov, Hradec Králové, Opava